# لوئیس کاس (بازیکن فوتبال)

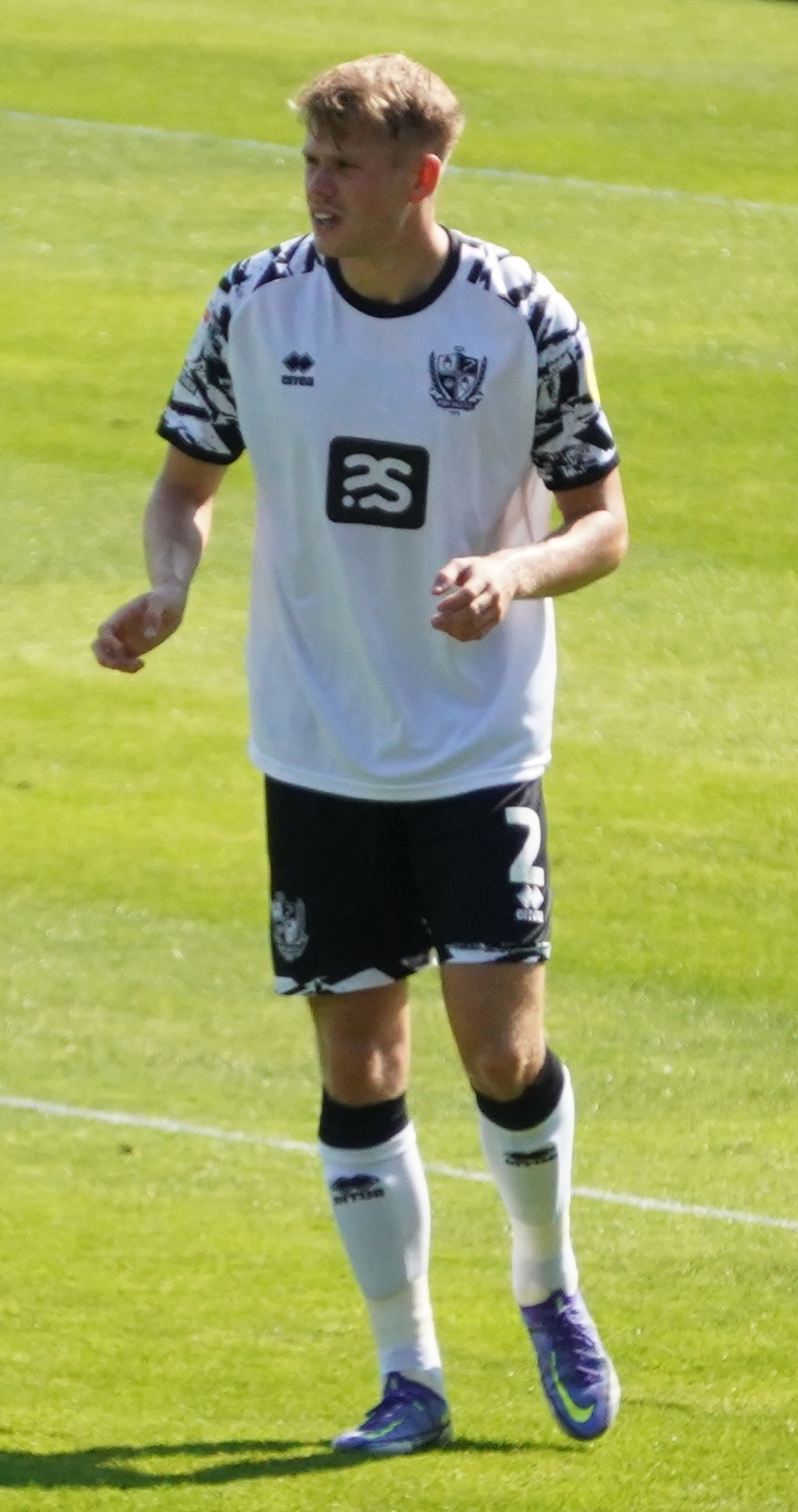
لوئیس کاس در سال ۲۰۲۲

لوئیس کاس (انگلیسی: Lewis Cass؛ زادهٔ ۲۷ فوریهٔ ۲۰۰۰) بازیکن فوتبال است.